# Libelloides coccajus
Libelloides coccajus — вид насекомых из семейства аскалафов отряда сетчатокрылых.

## Описание
Размах крыльев 45—60 мм. Голова крупная, с хорошо развитыми глазами, занимающими большую часть головы. Фасеточные глаза анатомически и функционально разделены. Усики с утолщённой булавой на вершине, длиннее самого тела. Крылья прозрачные с жёлто-чёрным рисунком. Продольные жилки крыльев сильно ветвятся. Тело покрыто длинными волосками. Грудь и брюшко чёрные.

## Ареал
Центральная и Южная Европа: Франция, Чехия, Германия, Италия, Испания и Швейцария. Населяют хорошо освещённые и прогреваемые солнцем лесные опушки, поляны широколиственных лесов, травянистые стации и солнечные скалистые склоны.

## Биология
Время лёта с апреля по июль. Дневные хищники, охотятся в полёте. Самка откладывает яйца (30–65 штук) двойными рядами на стебли травянистых растений. Яйца без стебельков. Личинки похожи на личинок муравьиных львов, но шире их и более плоские, живут на земле, под камнями, охотятся на различных насекомых. Пищеварение у личинок, как и всех сетчатокрылых, наружное. Пищеварительный секрет впрыскивается в тело жертвы по каналу, образованному желобком мандибул и прилегающей к нему внутренней жевательной лопастью нижних челюстей. По этому же каналу всасывается разжиженное пищеварительными соками внутреннее содержимое жертвы. Личинка, высосав насекомое, пустую шкурку нацепляет на себя. Развитие личинок занимает два года.

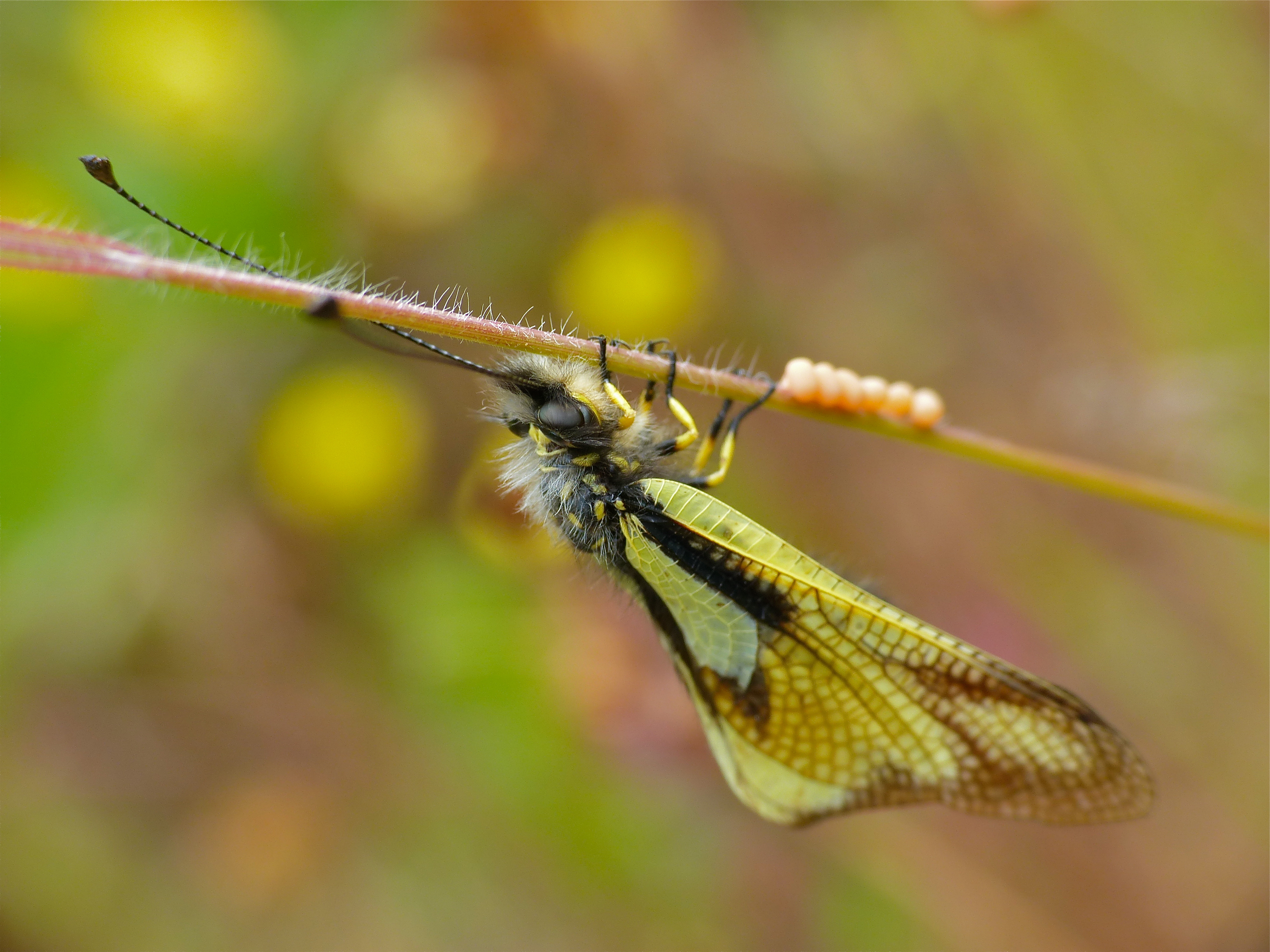
Самка, откладывающая яйца
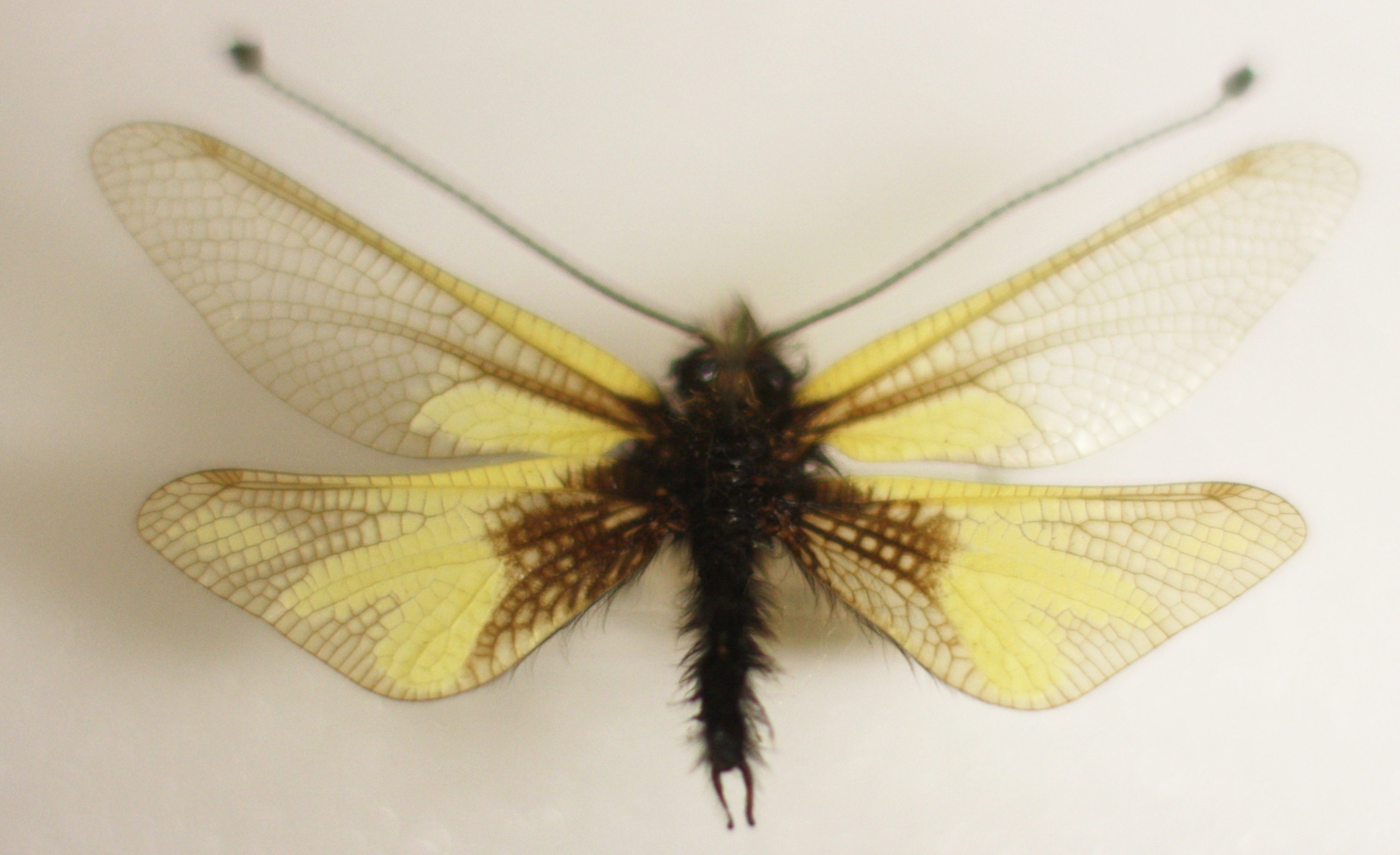
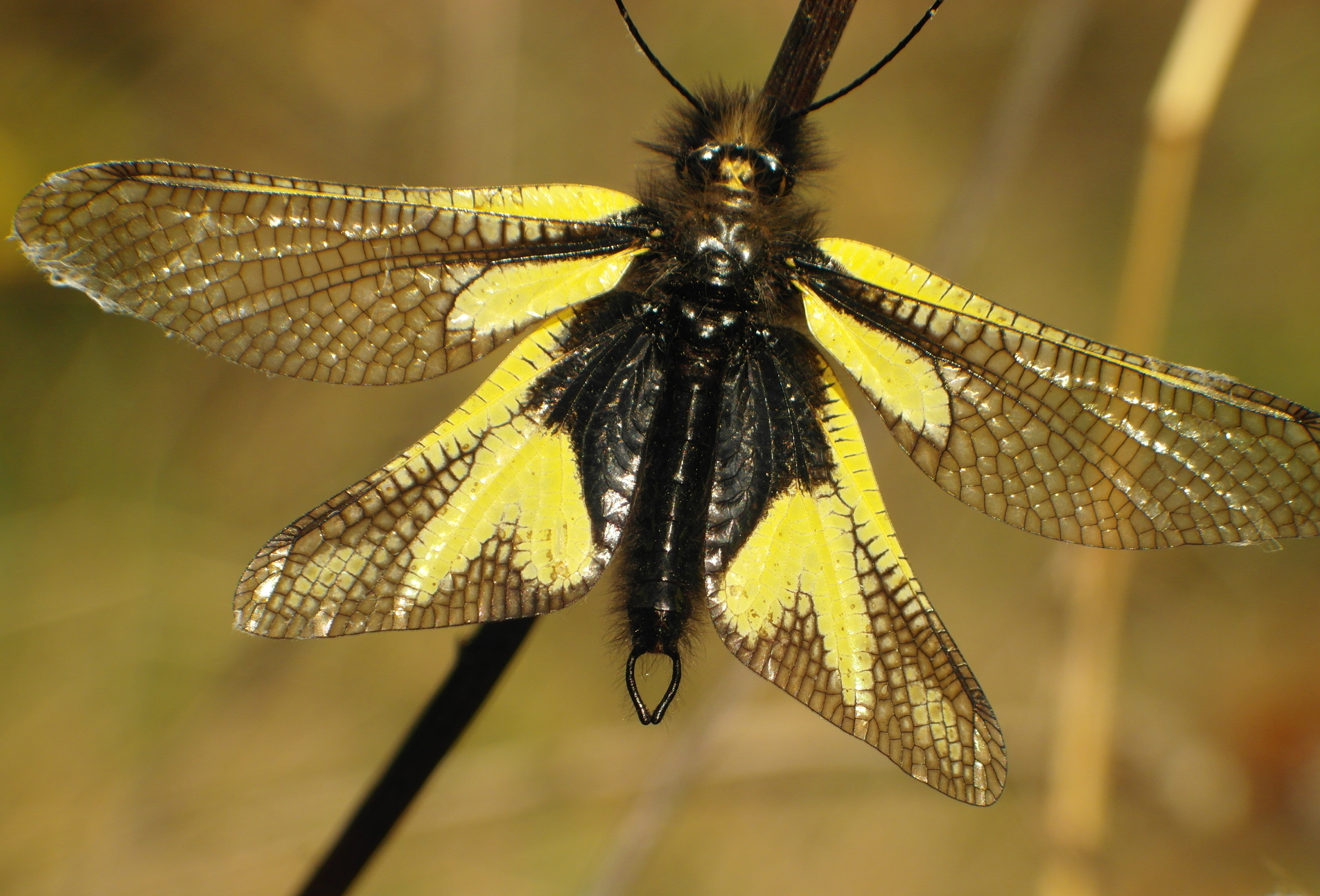
Самец